# Harvest Moon DS: Island of Happiness
Harvest Moon DS: Island of Happiness (牧場物語 キミと育つ島?, Bokujō Monogatari: Kimi to Sodatsu Shima) è un videogioco di simulazione di una fattoria sviluppato e pubblicato dalla Marvelous Interactive Inc. in Giappone, ed in America Settentrionale dalla Natsume, esclusivamente per Nintendo DS. È il terzo titolo della serie Harvest Moon ad essere pubblicato per Nintendo DS.